# Brives-sur-Charente
Brives-sur-Charente is een gemeente in het Franse departement Charente-Maritime (regio Nouvelle-Aquitaine) en telt 198 inwoners (1999). De plaats maakt deel uit van het arrondissement Saintes.

## Geografie
De oppervlakte van Brives-sur-Charente bedraagt 5,9 km², de bevolkingsdichtheid is 33,6 inwoners per km².
De onderstaande kaart toont de ligging van Brives-sur-Charente met de belangrijkste infrastructuur en aangrenzende gemeenten.

## Demografie
Onderstaande figuur toont het verloop van het inwonertal (bron: INSEE-tellingen).